# Otěšice (zaniklá vesnice)
Otěšice (také Vrtěšice) je zaniklá vesnice nacházející se jižně od obce Louňová v okrese Plzeň-jih.
První písemná zmínka je z roku 1435, kdy vesnice spadala pod kostel v nedalekém Žďáru; v 1. polovině 16. století je již označena jako pustá (podle pověsti všichni obyvatelé zemřeli na mor). V okolí byly prokázány zbytky po těžbě železné rudy a limonitu, které mohou souviset s touto vesnicí.
První archeologický výzkum proběhl v druhé polovině 19. století, kdy však byly její pozůstatky považovány za pohanské mohyly. V 80. letech 20. století došlo k nálezu střepů datovaných do 1. poloviny 13. století a zbytků dehtářské pece. Nedaleko ní se také nacházela boží muka U Florijánka.